# Lilla Sankt Bernhardspasset

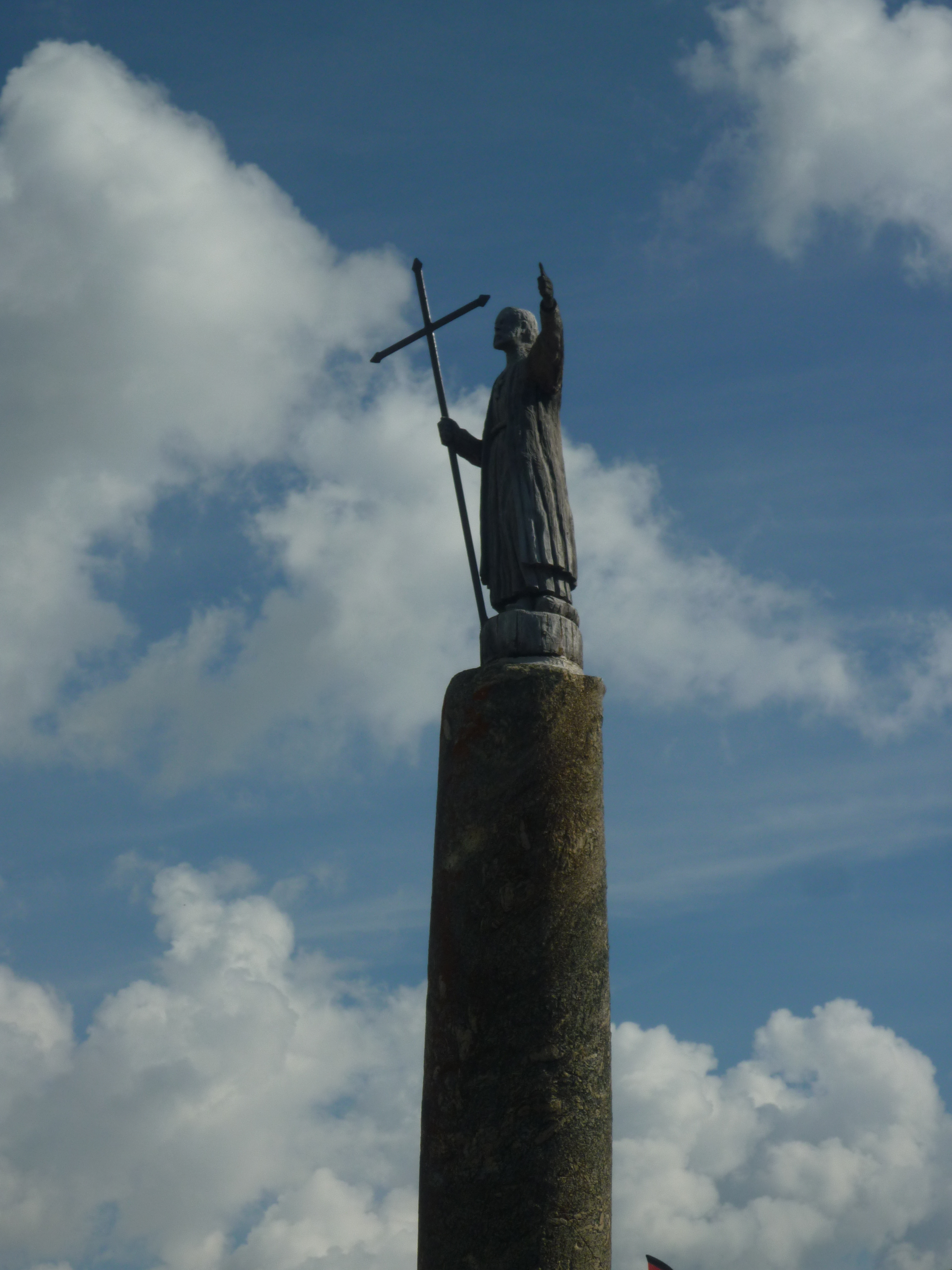
Staty av Sankt Bernhard vid Lilla Sankt Bernhardspasset. På pelaren stod ursprungligen en staty av den romerske guden Jupiter.

Lilla Sankt Bernhardspasset (franska: Col du Petit-Saint-Bernard, italienska: Colle del Piccolo San Bernardo) är ett bergspass i Alperna, på gränsen mellan Frankrike och Italien. Det ligger söder om Mont Blancmassivet och sammanbinder floden Isères dalgång med Aostadalen. Bergspassets högsta punkt ligger 2 188 m ö.h.
Passvägen förbinder kommunen Bourg-Saint-Maurice i den franska regionen Auvergne-Rhône-Alpes med kommunen Pré-Saint-Didier i italienska Aostadalen.
Vägen över passet lutar maximal 15 %. Den är stängd mellan december och 15 maj.